# The Beatles 1962–1966
1962–1966 (széles körben A Vörös Album néven vált ismertté) a Beatles egyik válogatásalbuma, mely az együttes 1962 és 1966 között felvett legnagyobb sikerű dalait tartalmazza. Ezt az úgy nevezett Kék Albummal együtt hozták forgalomba, mely az együttes 1967 és 1970 közti legnagyobb sikereit tartalmazza. Az 1962–1966 mind a brit Album Charton, mind az amerikai Billboardon a harmadik helyre futott be.
A Beatles tagjai a dalok kiválogatásában, a színek és képek megválasztásában is segítettek. Bár a csapat más előadók dalait is nagy sikerrel játszotta, melyek közül a leghíresebb feldolgozás a Billboard listán 2. helyet elért "Twist and Shout", ezen a válogatásalbumon csak olyan számok szerepeltek, melyeket saját maguk írtak.

## Borítókép
Az 1962–1966 és az 1967–1970 albumok előképén is olyan kép szerepel, melyen a zenekar tagjai az EMI londoni épületének lépcsőházában lefelé tekintenek. A korábban kiadott lemez borítójának képét ugyanott készítették, mint első lemezüknek, a Please Please Me a borítóját. A másik képet 1969 elején készítették, melyen Harrison, McCartney, Starr és Lennon ugyanabban a pozícióban vannak, mint az előző képen.

## Változatok
- Eredeti 1973-as kiadás: Apple SKBO-3403 (Egész és darabolt almák vörös háttérben)
- Második kiadás: Capitol SKBO-3403 (Az album hátsó borítóján a Capitol logója, világos piros háttérben a sarokban nyomtatott nagybetűkkel a sarokban a Capitol felirat. Vannak olyan kiadások is, melyeket tévedésből kék borítóval adtak ki.)
- Első vörös hanglemez: Capitol SEBX-11842 (a lemezt hátsó borítóján a Capitol kupolalogója,)

## Számok listája
- A brit és az amerikai kiadás dallistája között lényeges különbségek vannak: A "Help!"-ben az amerikai kiadáson szerepel a "James Bond-intro," míg ez a szám nincs rajt a brit kiadáson. A brit album nagylemezes kiadásán az "I Feel Fine," bevezetője előtt rejtélyes sercegés hallatszik, ami nincs rajt az amerikai kiadáson. Végül a brit és az amerikai kiadások különbözőképpen keverték a zenéket.
- a CD változatot két lemezen adták ki, amivel dupla lemeznek akarták beállítani, azonban ezek tartalma egy korongra is rá fért volna. Az EMI állítása szerint azért választották ezt a kiadási formát, hogy megegyezzen az 1967–1970 külső megjelenésével.
- A CD változaton néhány dalnál használtak digitális újrakeverést. Az első négy szám csak monó, a többi mind sztereó hangzású volt. Az alábbi dalok kaptak sztereó újrakeverést: "All My Loving", "Can't Buy Me Love", "A Hard Day's Night", "And I Love Her" és az "Eight Days a Week".
- Ez volt az első megjelenése a From Me to You és az A Hard Day's Night című daloknak amerikai kiadású Capitol/Apple albumon.
- Minden számot a Lennon-McCartney szerzőpáros írt.

### Első oldal
1. "Love Me Do" – 2:23
2. "Please Please Me" – 2:01
3. "From Me to You" – 1:57
4. "She Loves You" – 2:22
5. "I Want to Hold Your Hand" – 2:26
6. "All My Loving" – 2:08
7. "Can't Buy Me Love" – 2:12

### Második oldal
1. "A Hard Day's Night" – 2:33
2. "And I Love Her" – 2:30
3. "Eight Days a Week" – 2:45
4. "I Feel Fine" – 2:19
5. "Ticket to Ride" – 3:09
6. "Yesterday" – 2:05

### Harmadik oldal
1. "Help!" – 2:19
2. "You've Got to Hide Your Love Away" – 2:11
3. "We Can Work It Out" – 2:16
4. "Day Tripper" – 2:49
5. "Drive My Car" – 2:27
6. "Norwegian Wood (This Bird Has Flown)" – 2:05

### Negyedik rész
1. "Nowhere Man" – 2:44
2. "Michelle" – 2:42
3. "In My Life" – 2:27
4. "Girl" – 2:31
5. "Paperback Writer" – 2:19
6. "Eleanor Rigby" – 2:08
7. "Yellow Submarine" – 2:37